# Рейнгау

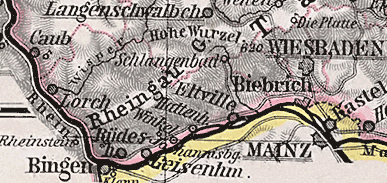
Фрагмент немецкой карты 1905 года

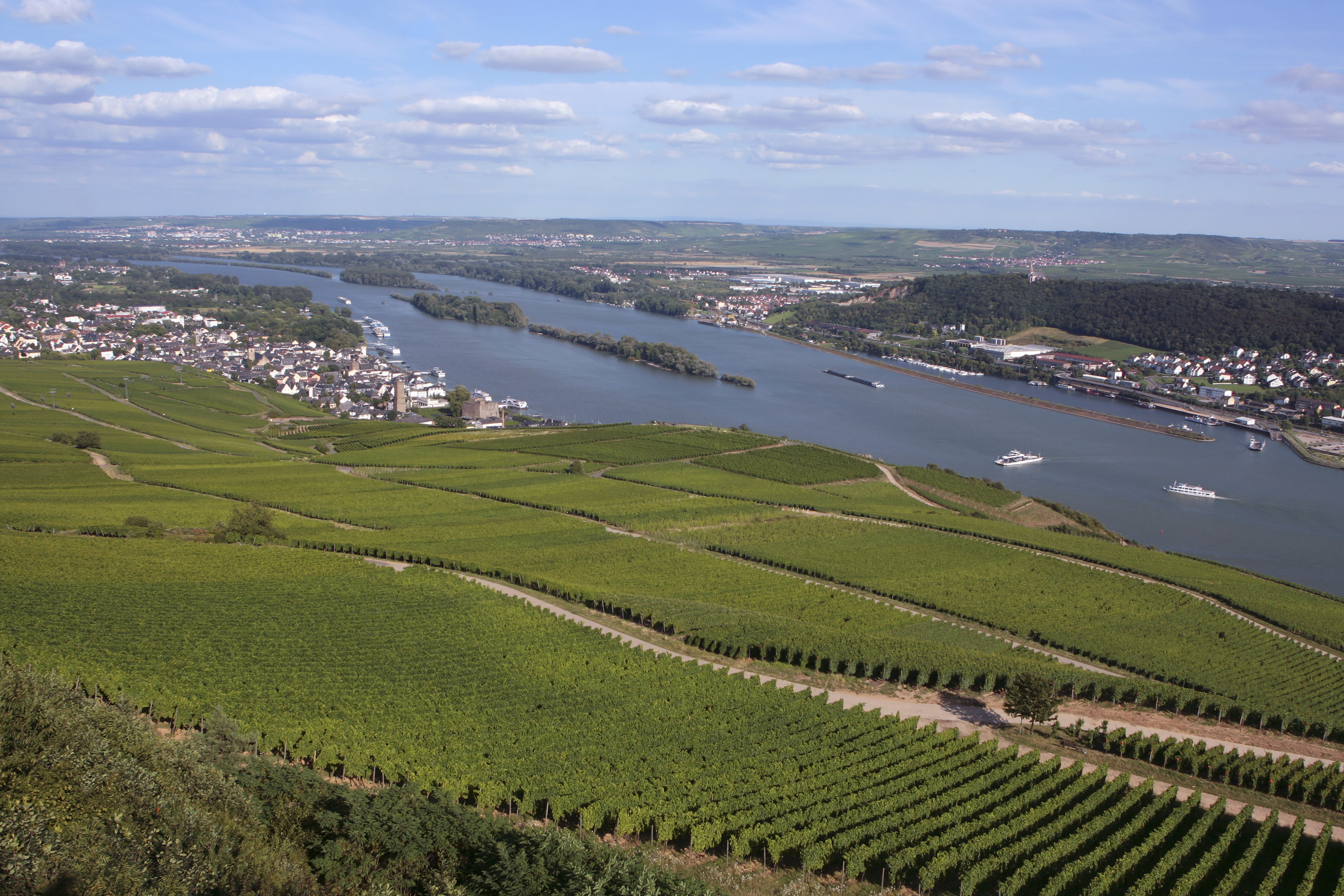
Виноградники близ Рюдесхайма

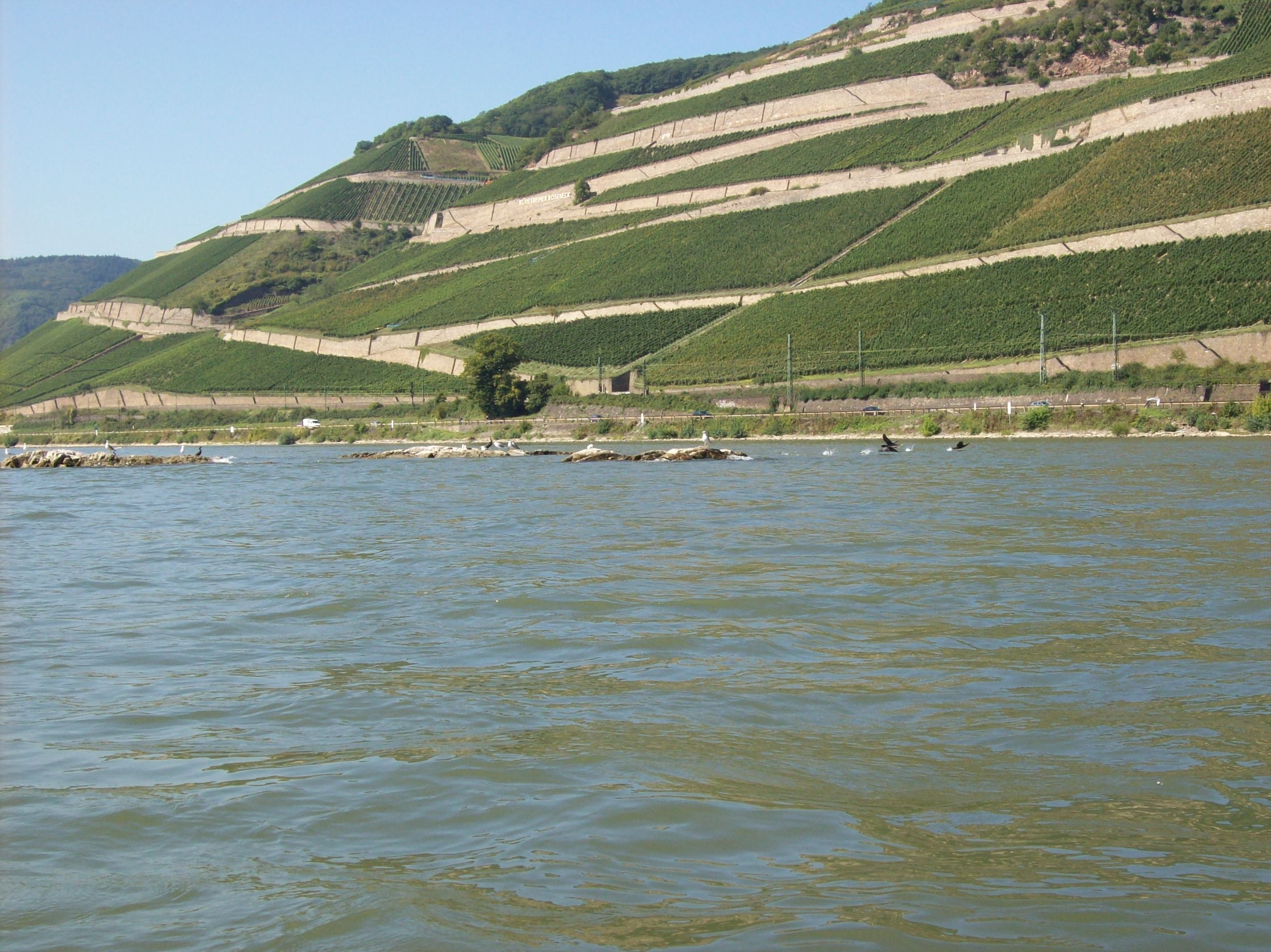
Вина высшего качества получают с виноградников на склонах Рейна

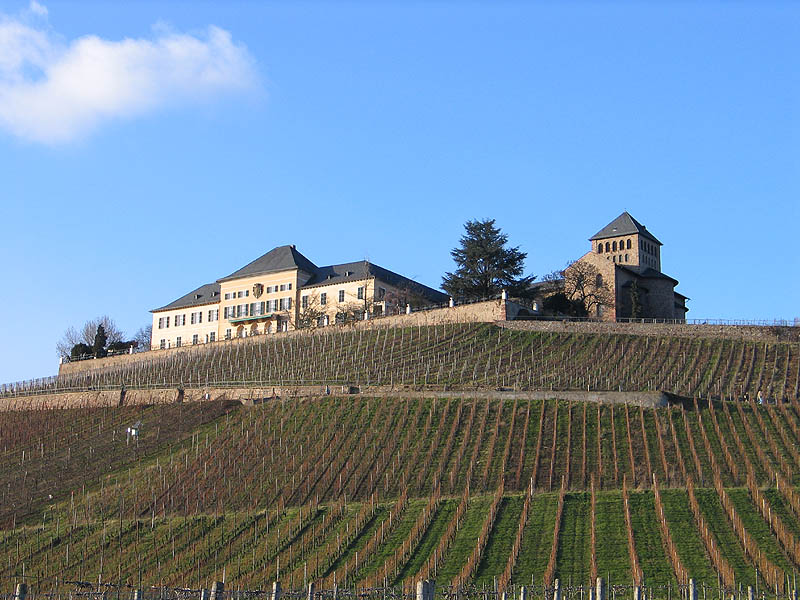
Старейшие виноградники сорта рислинг, окружающие замок Йоганнисберг

Ре́йнгау (нем. Rheingau, от нем. Gau — область, округ) — культурно-географическая область в центральной Германии. Крупнейший винодельческий район земли Гессен, где производятся лучшие рейнские вина, или рейнвейны. Современный винный туризм сосредоточен вокруг города Рюдесхайм-на-Рейне. К югу от Рейнгау расположен винодельческий регион Рейнгессен.

## География
Область Рейнгау расположена между горами Западного Таунуса (иногда называемыми «горами Рейнгау») и долиной Рейна в том месте, где Рейн, отклоняясь от своего строгого течения на север немного ниже Майнца, делает поворот на запад и течёт в этом направлении на протяжении 30 км до Бингена. Включает в себя также и ту часть долины Рейна, что снова повернула в северном направлении, и распространяется до города Лорх. Топографически Рейнгау представляет собой холмистую равнину, полого спускающуюся от гор Таунуса к Рейну, с весьма благоприятным климатом для садоводства и виноделия. Часть территории выделена в административный район Райнгау-Таунус.
В 2002 году 65-километровый участок долины Среднего Рейна, плотно засаженный виноградниками, был объявлен ЮНЕСКО памятником Всемирного наследия.

## История
В 1 тысячелетии до н. э. территорию Рейнгау населяли кельты. Между III и I веками до н. э. здесь расселились германские племена. В I веке н. э. эта область была завоёвана Римом и вошла в территорию Декуматные поля, а затем в провинцию Германия Верхняя (Germania Superiora). В V и VI веках заселяется германскими племенами алеманнов и рипуарских франков. 
Область последовательно входит в состав Франкского государства, а потом Священной Римской империи германской нации. С XIII века до 1803 года Рейнгау принадлежало архиепископам Майнцским. В 1632 году во время Тридцатилетней войны область подверглась нашествию и разорению войсками шведского короля Густава Адольфа II. 
С 1803 года Рейнгау входило в состав герцогства Нассау, которое в 1866 году было поглощено Пруссией.

## Виноделие
Рейнгау и Мозель — два региона Германии, где традиционно выпускаются белые вина высшего, мирового качества (особенно вина позднего урожая). Виноградники (общей площадью 3200 га) занимают весьма узкую полосу, которая тянется по правому берегу Рейна между Хоххеймом-на-Майне и Лорхом-на-Рейне. На северном берегу реки находится одно из старейших в Центральной Европе винодельческих хозяйств — замок Йоганнисберг. Наибольшая территория отведена в виноградниках под рислинг, который впервые был упомянут в Рейнгау ещё в 1435 году, но долгое время конкурировал с другими сортами — такими, как эльблинг и орлеан (ныне почти исчезнувший).
Почти в каждом городе Рейнгау проводится собственный фестиваль вина. Крупнейший из них проходит каждый август в Висбадене.

## Населённые пункты
- Эльтвилле
- Эрбах
- Гайзенхейм
- Рюдесхайм
- Асмансхаузен
- Лорх
- Пресберг
- Штефансхаузен
- Хальгартен
- Иоханнисберг
- Эстрих-Винкель
- Кидрих
- Валлуф
- Рауэнталь
- Мартинсталь
- Херренхейм